# Чжаочжоу
Чжаочжо́у (кит. упр. 肇州, пиньинь Zhàozhōu) — уезд городского округа Дацин провинции Хэйлунцзян (КНР).

## История
В 1114 году основатель империи Цзинь Ваньянь Агуда разбил в этих местах войска Ляо, заложив тем самым основание своего государства. В память об этих событиях в этих местах был создан округ Чжао (肇州, где иероглиф «чжао» (肇) означает «заложить»).
При империи Цин в этих местах находились кочевья горлосских монголов тыльного знамени.
В 1909 году был создан Чжаочжоуский комиссариат (肇州厅). После Синьхайской революции старые структуры административного управления были упразднены, подвластная комиссариату территория была в 1913 году разделена на уезды — так появился уезд Чжаочжоу провинции Хэйлунцзян.
В 1931 году Маньчжурия была оккупирована японскими войсками, а в 1932 году было образовано марионеточное государство Маньчжоу-го. В 1934 году было введено деление Маньчжоу-го на 15 провинций и 1 особый город, и уезд Чжаочжоу оказался в составе провинции Биньцзян.
В 1945 году Маньчжурия была освобождена Советской армией. После войны правительство Китайской республики приняло программу нового административного деления Северо-Востока, и уезд Чжаочжоу оказался в составе провинции Нэньцзян. В 1947 году провинции Хэйлунцзян и Нэньцзян были объединены в «Объединённую провинцию Хэйлунцзян и Нэньцзян» (сокращённо — провинцию Хэйнэнь), однако вскоре разделены вновь. В мае 1949 года провинция Нэньцзян была присоединена к провинции Хэйлунцзян. С августа 1958 года уезд Чжаочжоу оказался в подчинении Специального района Сунхуацзян (松花江专区), а в 1965 году перешёл в подчинение Специального района Суйхуа (绥化专区). В августе 1992 году уезд Чжаочжоу вошёл в состав городского округа Дацин.

## Административное деление
Уезд Чжаочжоу делится на 6 посёлков, 6 волостей.
| №  | Название | Название (кит.) | Статус  | Население чел. (2010) | На карте                         |
| -- | -------- | --------------- | ------- | --------------------- | -------------------------------- |
| 1  | Чжаочжоу | 肇州镇          | поселок | 114009                | 45°42′24″ с. ш. 125°16′07″ в. д. |
| 2  | Синчэн   | 兴城镇          | поселок | 41642                 | 45°59′56″ с. ш. 125°18′54″ в. д. |
| 3  | Эрцзин   | 二井镇          | поселок | 36544                 | 45°51′14″ с. ш. 125°35′24″ в. д. |
| 4  | Чаоянгоу | 朝阳沟镇        | поселок | 28996                 | 45°44′05″ с. ш. 125°38′47″ в. д. |
| 5  | Синьфу   | 新福乡          | волость | 27541                 | 45°51′33″ с. ш. 124°57′58″ в. д. |
| 6  | Тогу     | 托古乡          | волость | 22025                 | 45°39′18″ с. ш. 125°24′22″ в. д. |
| 7  | Юнлэ     | 永乐镇          | поселок | 19993                 | 45°46′00″ с. ш. 125°00′35″ в. д. |
| 8  | Шуанфа   | 双发乡          | волость | 19536                 | 45°44′21″ с. ш. 125°14′49″ в. д. |
| 9  | Юйшу     | 榆树乡          | волость | 19397                 | 46°01′07″ с. ш. 125°15′18″ в. д. |
| 10 | Чаоян    | 朝阳乡          | волость | 19134                 | 45°43′25″ с. ш. 125°33′10″ в. д. |
| 11 | Фэнлэ    | 丰乐镇          | поселок | 18381                 | 45°46′27″ с. ш. 125°24′44″ в. д. |
| 12 | Юншэн    | 永胜乡          | волость | 17758                 | 45°51′55″ с. ш. 125°21′13″ в. д. |